# Výhybkář (socha)
Výhybkář je pískovcová skulptura v Olomouci v okrese Olomouc v Olomouckém kraji. Nachází se před budovou Správy železnic (dříve Správa ostravské dráhy nebo Ředitelství ČSD) na třídě Svobody.

## Popis a historie díla
Autorem díla je Rudolf Doležal ml. (1916–2002) a na díle spolupracoval Josef Stárek (1920–1996). Na místo byla v roce 1950 umístěna pískovcová skulptura drážního zaměstnance - výhybkáře, při přehazování kolejové výhybky. Obsah i forma díla patří do socialistického realismu a svým tématem také čerpají z meziválečného civilismu. Společně s pamětní deskou na fasádě sloužilo dílo k uctění památky železničářů padlých za druhé světové války. Netradiční dílo navrhl Rudolf Doležal a Josef Stárek jej převedl do kamene. Dle stavu z června 2022, údržba díla je zanedbaná a jsou patrná poškození. Dílo je umístěno na dvojdílném soklu, kde spodní je větší a ve tvaru klínu a horní je ve tvaru kvádru.
| Výška         | 2,50 m                                                      |
| Šířka         | 1,49 m                                                      |
| Hloubka       | 1,05 m                                                      |
| Rozměry soklu | horní část: výška 0,99 m, šířka 1,49 m šířka, hlouba 1,05 m |
| Rozměry soklu | spodní část: výška 0,61 m, šířka 3,60 m, hlouba 2,50 m      |

## Galerie

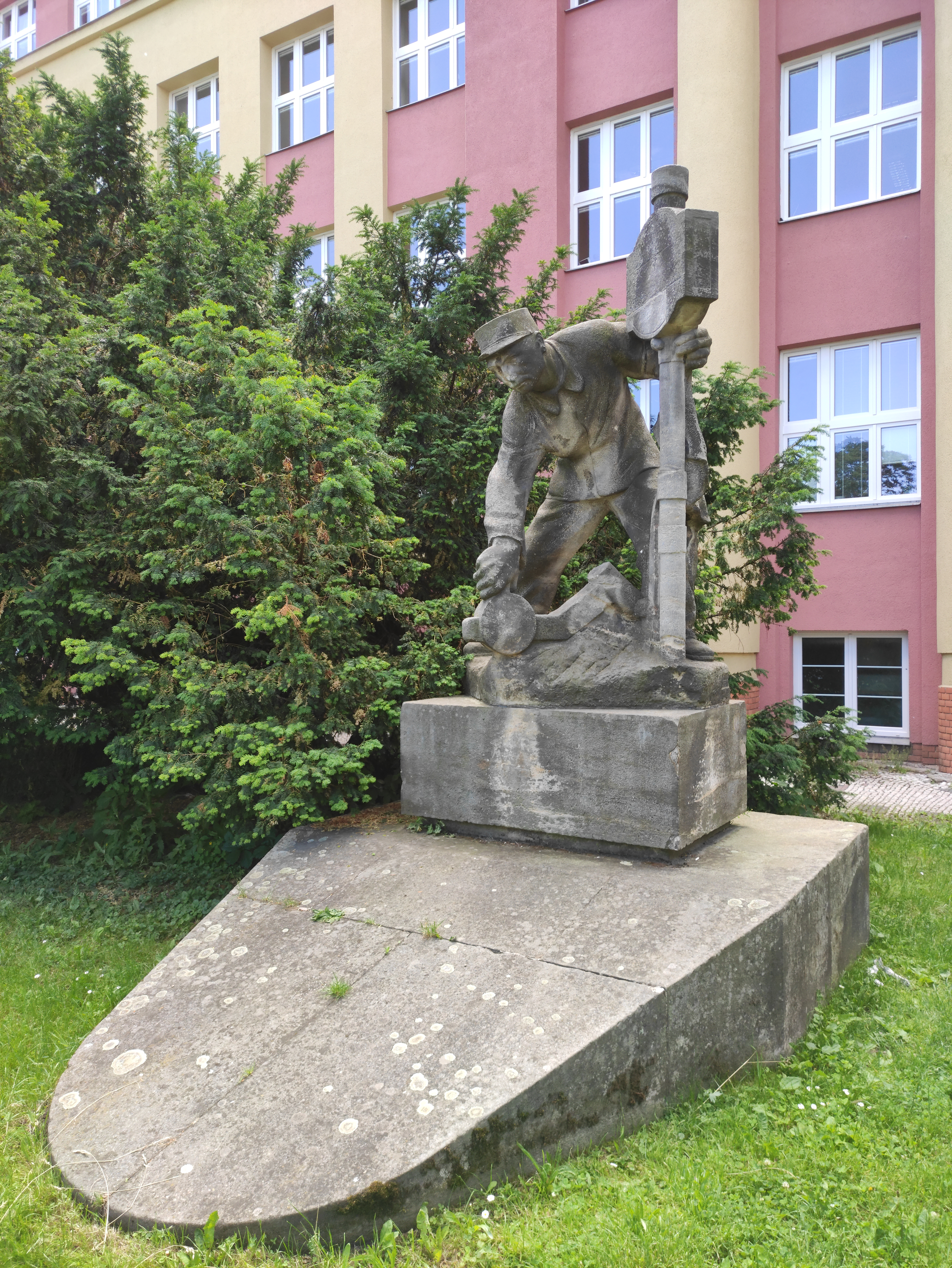
Čelní pohled
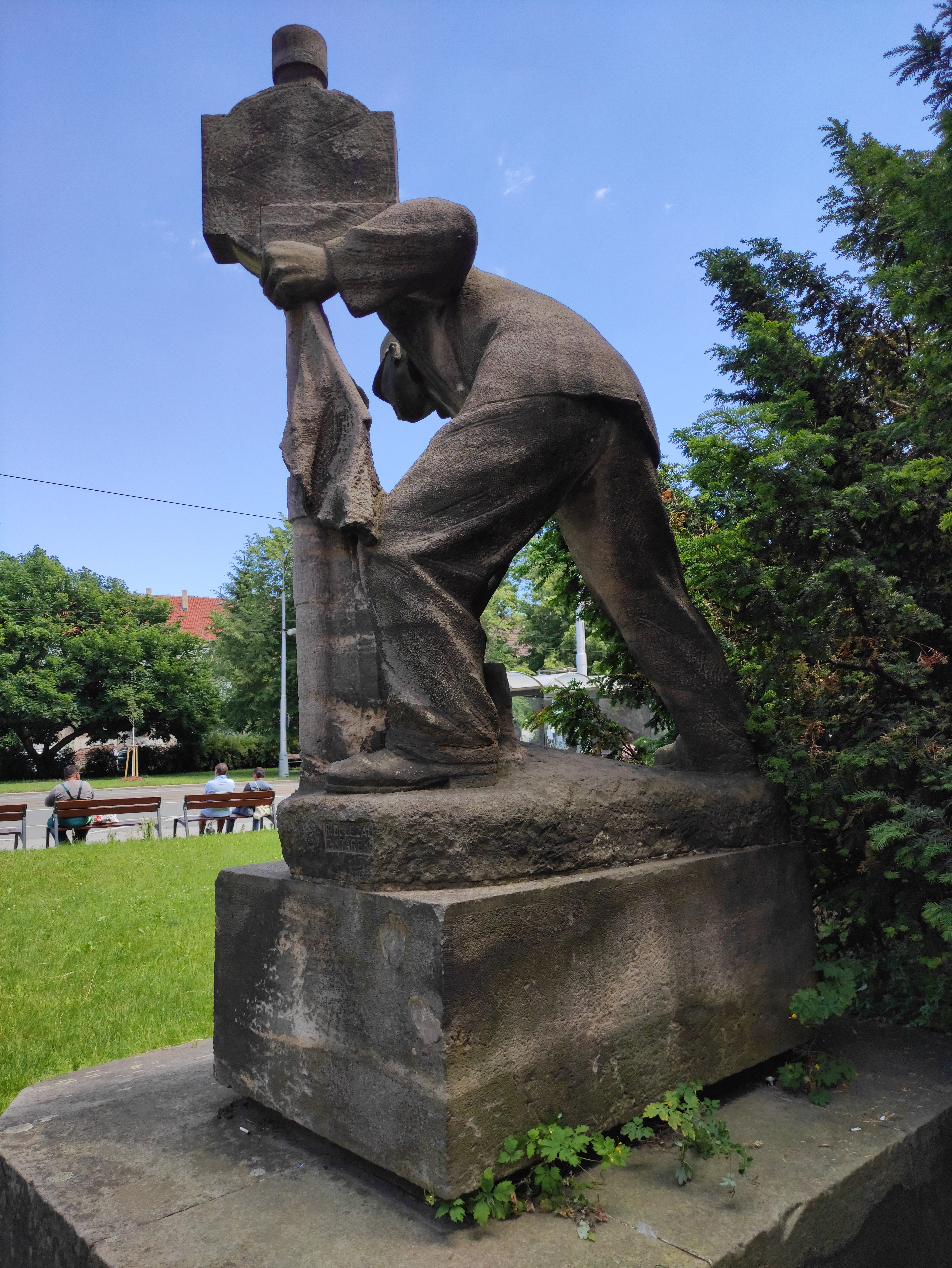
Zadní pohled
Boční pohled
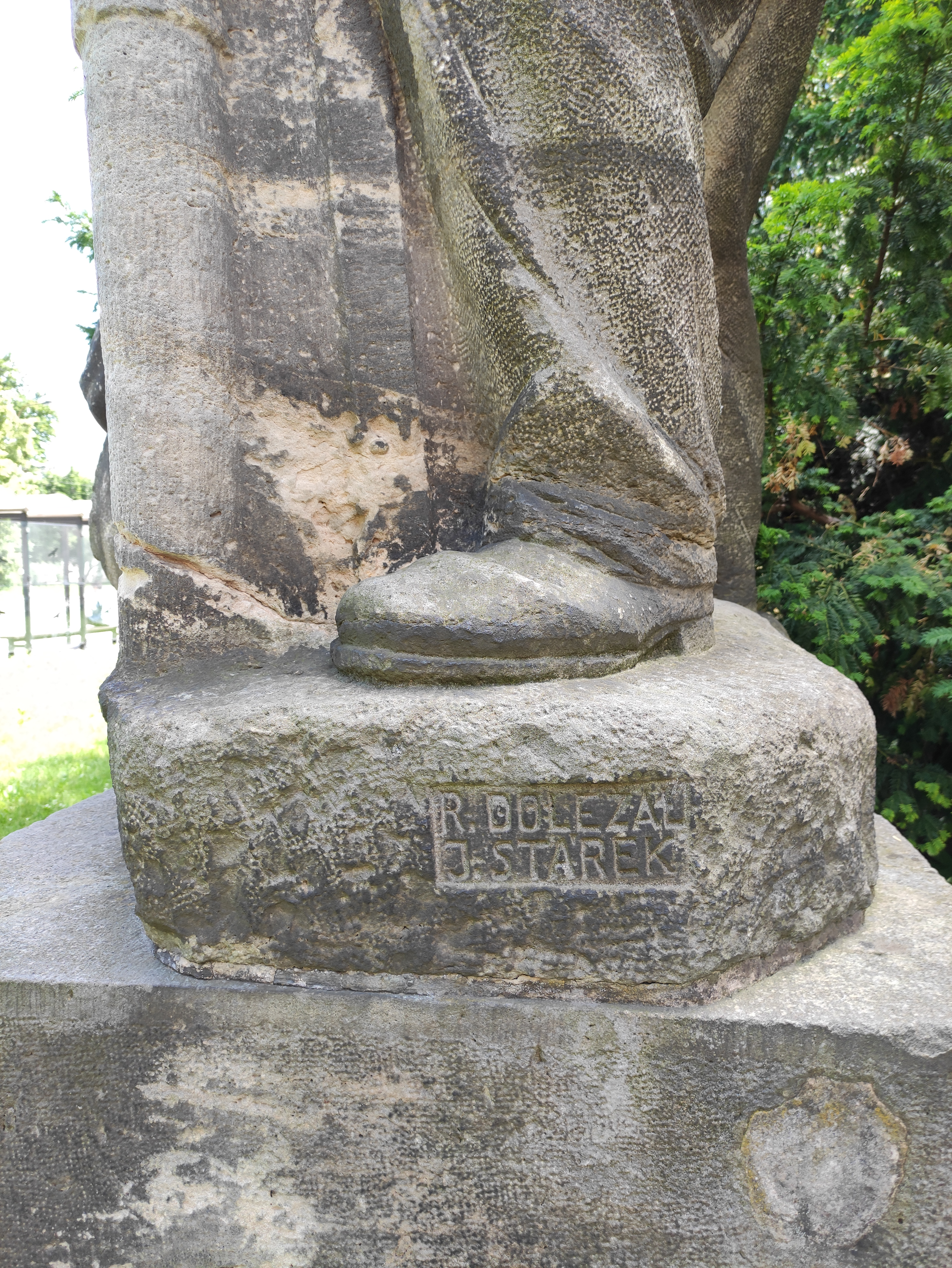
Detail signování díla